# Белорусский гончак
Белорусский гончак (бел. Беларускi ганчак) — заводская порода охотничьих собак Беларуси, находится в стадии возрождения. Предназначена для загонной охоты на копытных — кабанов, лосей, оленей, косуль, может использоваться в охоте на зайца и лисицу.

## История
Об охоте с гончими на территории современной Беларуси известно из письменных источников, самые ранние из которых относятся к XVI веку. Местные гончие такого типа были широко распространены, но постепенно почти исчезли, вытесненные гончими других пород, а сохранившееся поголовье метизировалось и постепенно было почти полностью утрачено. Воссоздание породы началось в 2003 году силами энтузиастов и связано с именами заводчика из Молодечно Владимира Казимировича Лазаренко, возглавившего её ведение, и кандидата биологических наук Ирины Романовны Ерохиной, председателя Клуба породного охотничьего собаководства. Прародителями стала пара собак нужного типа из числа собранных по деревням собак, работающих по кабану. Породу создавали методом воспроизводительного скрещивания местных собак с близкими по происхождению русскими гончими и польскими огарами (прародителей последних их создатель Пётр Картавик вывез как раз из деревень Гродненской области). Первый плановый помёт родился в 2004 году. К 2011 году появились первые помёты с трёхколенной родословной. К 2014 году численность собак достигла 400, а в 2025 году поголовье превысило 850 особей.
На международной выставке собак 7 апреля 2007 года состоялась первая презентация породы: участникам и экспертам выставки были показаны 15 белорусских гончаков. В июне 2008 года Белорусское кинологическое объединение приняло первый, временный стандарт породы. В 2010 году порода включена в перечень охотничьих собак, с которыми разрешено охотиться в Беларуси. В 2013 году приняты правила полевых испытаний собак породы болгарский гончак по кабану и кровяному следу, а в 2017 году введена бонитировка, порода допущена к испытаниям по зайцу и лисице.
Белорусский гончак — единственная национальная порода собак Беларуси.

## Внешний вид
Собака выше среднего роста, характерного для гончей облика, пропорционального сложения, крепкой конституции. Половой диморфизм выраженный: кобели крепче и крупнее сук. Голова сухая, продолговатая, затылочный бугор выражен, на лбу часто имеется ложбинка. Переход от лба к носу заметный, но плавный. Морда прямая, по длине равна голове. Верхняя губа прикрывает нижнюю и образует небольшую складку в углу рта. Мочка носа тёмная, большая. Уши висячие, тонкие, клиновидной формы, длиной до середины морды или ниже; посажены высоко и хорошо прилегают к голове. Глаза с чуть косым разрезом, веки с тёмной обводкой. Шея сильная, с небольшими складками внизу, возможен небольшой подбрудок. Спина ровная, широкая и сильная, холка немного выше крестца, круп наклонный. Хвост посажен невысоко, широкий у основания и утончается к концу, изогнут в виде сабли; в покое опущен, в возбуждении поднимается выше спины. Конечности с хорошо выраженными углами сочленений. Лапы сводистые, хорошо сжаты в комок.
Движения размашистые, свободные, с плавным ходом. Основной аллюр в поиске короткий галоп, перемежающийся рысью, в погоне за зверем — быстрый размашистый галоп.
Шерсть короткая, 2-4 см, ровная по всему корпусу, жёсткая и прямая, по задней стороне бёдер чуть удлинённая. На нижней стороне хвоста короткая щётка. На голове и ушах шерсть короткая. Имеется густой мягкий подшёрсток. Окрас чепрачный: основной тон красно-рыжий или ржаво-рыжий с блестящим угольно-чёрным чепраком, покрывающим всю спину. Чёрные стрелки от наружных углов глаз, уши рыжие с чернотой, чёрная маска отсутствует. Допускается белая отметина на груди, продолжающаяся тонкой полосой на шее, белые отметины на пальцах и конце хвоста. Встречается рыжий крап.

## Использование
Порода выводилась как специализированная для охоты на кабана и копытных загоном, популярной в Беларуси.
В охоте загоном от собаки требуется активно и целенаправленно искать зверя, а найдя, преследовать его до линии стрельбы, постоянно отдавая голос. При этом собака должна быть послушной и прекращать гон по сигналу ведущего.